# François Richaudeau
François Richaudeau, né à Fouras le 11 février 1920 et mort à Lurs le 27 février 2012, est un éditeur, chercheur et auteur français.

## Biographie
Titulaire d’un diplôme d’ingénieur Arts et Métiers et d’un doctorat d’État de l’Université, il crée le Centre d’Études et de Promotion de la Lecture et son laboratoire qui étudie les comportements de lecteurs en fonction des typographies utilisées, des mots, des phrases et des styles de textes de natures variées. Il en déduit des conséquences originales (et qui vont parfois à l’encontre des préjugés de l’époque) sur les choix des caractères, sur les règles de mise en pages, sur les écritures des phrases, avec les conséquences importantes dans les domaines de l’édition et de l’enseignement, notamment celui de la lecture. François Richaudeau a créé les Éditions Retz qui publient, entre autres, la célèbre revue Communication et langages. Il a créé la collection des Encyclopédies du savoir moderne dont les structures multifonctionnelles préfigurent celles des hypertextes informatiques. L’un des titres, La chose imprimée, devenu le grand classique en la matière, a été réédité et actualisé sous le titre De la chose imprimée à Internet, aux éditions Retz. Il fonde en 1970 la revue Psychologie très orientée vers la psychologie clinique et expérimentale et rachetée dans les années 1990 par Jean-Louis Servan-Schreiber pour la faire reparaître sous le titre Psychologies Magazine très orientée vers les médecines douces et le New Age.